# Autostrada A91 (Niemcy)
Autostrada A91 (niem. Bundesautobahn 91 (BAB 91) także Autobahn 91 (A91)) – planowana, lecz nigdy nie wybudowana autostrada w Niemczech, która miała połączyć Feuchtwangen z Füssen. Budowa tej autostrady została zaniechana. Obecnie w częściach planowanej autostrady A91 przebiegają B2 oraz B17.